# День работников дошкольного образования
День воспита́теля и всех дошко́льных рабо́тников — профессиональный праздник в Российской Федерации. Этот праздник отмечается ежегодно, 27 сентября.

## История праздника

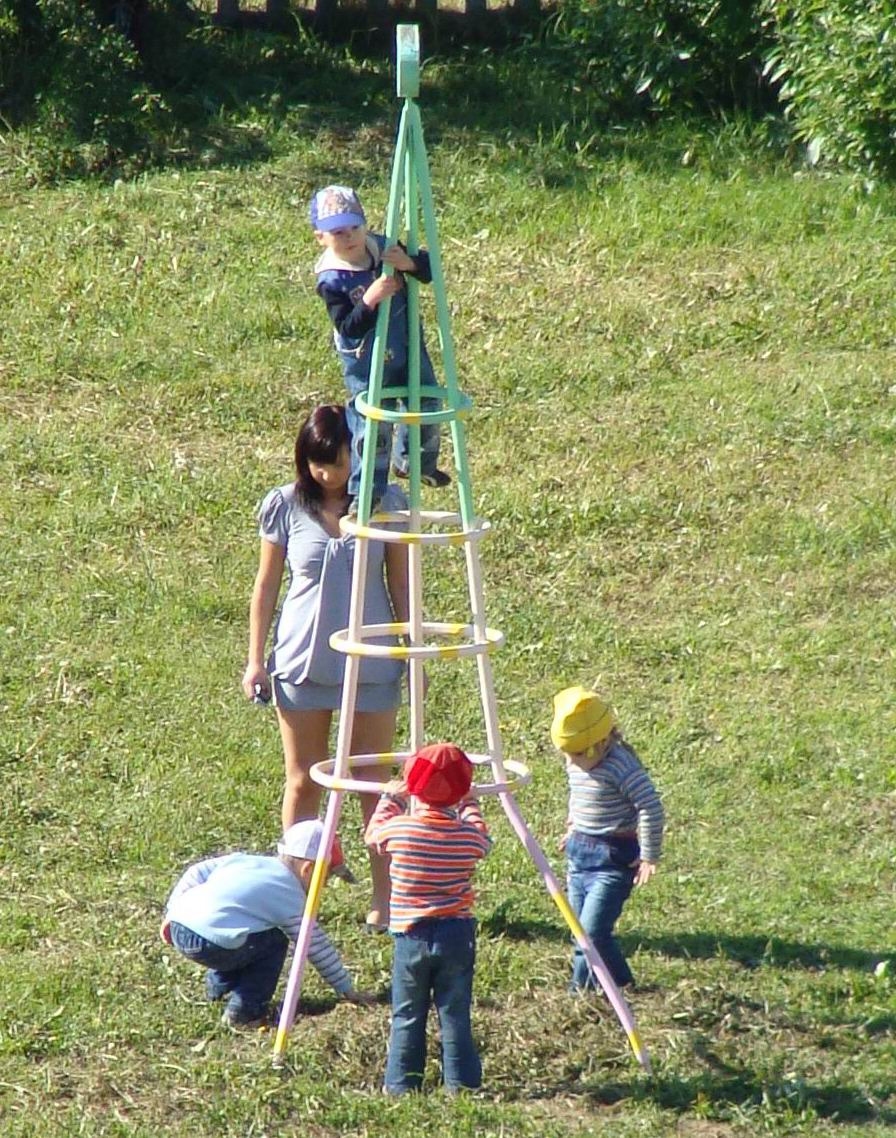
Воспитатель северодвинского детсада с детьми

«День воспитателя и всех дошкольных работников» был учреждён по инициативе ряда общероссийских педагогических изданий (газет «Детский сад со всех сторон», «Дошкольное образование», журнала «Обруч») 27 сентября 2004 года. Его поддержали авторы большинства основных дошкольных программ, педагоги детских садов и многие родители.
Идея этого праздника — помочь обществу обратить больше внимания на детский сад и на дошкольное детство в целом.
Праздник возник как общественный, народный, самодеятельный. Но вскоре праздник 27 сентября отмечался во всех регионах Российской Федерации. И теперь празднование «Дня воспитателя и всех дошкольных работников» проходит и на официальном уровне.
Дата «Дня воспитателя и всех дошкольных работников» приурочена к открытию первого детского сада в Санкт-Петербурге. Он был открыт на Васильевском острове Софьей Люгебиль, женой профессора Люгебиля, осенью 1863 года.

## Интересные факты
- Часто утверждается, что первый детский сад в России был открыт Аделаидой Симонович. Это не соответствует действительности, хотя А. Симонович действительно была крупнейшим деятелем российского дошкольного образования 2-й половины XIX века, но её детский сад открылся в 1866 году.
- Детский сад С. Люгебиль был действительно первым на территории современной России, но не на территории Российской империи: первый в Российской империи детский сад был открыт в Гельсингфорсе в 1859 году[3].
- За год до первого общероссийского празднования Дня воспитателя и всех дошкольных работников, осенью 2003 года, в Санкт-Петербурге прошло празднование Дня воспитателя в честь 140-летия первого в городе детского сада. После этого во все регионы страны было разослано письмо с предложением сделать праздник общенациональным.
- В 2008 году Московским колледжем социологии и рядом газет было проведено в десяти регионах России следующее социологическое исследование, — воспитателям детских садов был задан вопрос: «Считаете ли вы необходимым появление в календаре профессионального праздника для дошкольных работников?» За создание такого праздника высказались 81,6 % воспитателей. Тот же вопрос задавался и людям других профессий, и большинство (66,7 %) также посчитали, что такой профессиональный праздник необходим[4].

## На постсоветском пространстве
На Украине с 2012 года отмечается аналогичный праздник, так же 27 сентября «День воспитателя и дошкольных работников».